# Rokiciny (województwo pomorskie)
Rokiciny (kaszub. Roczicënë; niem. Neurakitt) – wieś w Polsce, położona w województwie pomorskim, w powiecie bytowskim, w gminie Czarna Dąbrówka, na pograniczu pojezierzy Kaszubskiego i Bytowskiego.
| SIMC    | Nazwa        | Rodzaj    |
| ------- | ------------ | --------- |
| 0742345 | Dwór Rokicki | część wsi |
| 0742351 | Niklice      | część wsi |
| 0742368 | Rokicki Las  | część wsi |
| 0742374 | Sobolewo     | część wsi |

W latach 1975–1998 wieś należała administracyjnie do województwa słupskiego.
W Rokicinach znajduje się m.in. remiza Ochotniczej Straży Pożarnej.
1 lipca 1947 r. nadano miejscowości polską nazwę Rokiciny.